# Mary Whiton Calkins
Mary Whiton Calkins (Connecticut, 30 de marzo de 1863 - Newton, Massachusetts, 16 de febrero de 1930) fue una psicóloga, filósofa y profesora estadounidense.
Fue la primera mujer en obtener el cargo de Presidenta de la Asociación Estadounidense de Psicología en 1905 y la tercera persona en compatibilizar este cargo con el de la presidencia de la American Philosophical Association, esto tuvo lugar en 1918. Es una de las principales representantes de la psicología del self.

## Educación y trayectoria profesional

### Smith College
Mary Whiton Calkins creció en Búfalo, Nueva York, dentro de una familia evangélica de clase media-alta. Viajó con su familia varias veces a Europa. En 1880 se trasladó a Newton, Massachusetts. En 1885 se graduó en el Smith College, se trataba de un centro de mujeres. Estos centros de mujeres eran creados para la instrucción de las mujeres que quisieran realizar estudios superiores, puesto que las instituciones educativas prohibían la presencia de mujeres en las aulas universitarias; a veces eran aceptadas, pero en calidad de “estudiantes especiales”. Las oportunidades de profesionalización de las pioneras psicólogas (entre ellas Calkins) se reducía a dos opciones: trabajar en ámbitos relacionados con la reforma social o permanecer en la academia, pero en colleges de mujeres.

### Wellesley College
En 1887, Calkins se incorporó a la facultad de Wellesley College como profesora de griego. En la facultad de Wellesley College, se creó, en 1890, un nuevo puesto de psicología experimental. Calkins había demostrado en menos de un año su destreza en la enseñanza y su interés en la psicología y en la filosofía por lo que la administración de Wellesley ofreció a Calkins el puesto como instructora de psicología con la condición de que se sometiera a un año de formación en la disciplina.

### Universidad de Harvard: "Anexo de Harvard"
Para Calkins, las universidades de Harvard y Clark eran las únicas que poseían las condiciones que ella necesitaba para su formación: ambas tenían laboratorios experimentales y estudios de postgrado en Psicología, y además se encontraban cerca de su casa. Sin embargo, ninguna de estas universidades aceptaba mujeres en sus aulas. Calkins intentó acceder a la Universidad de Harvard y a sus estudios de Psicología a través del llamado “Anexo de Harvard para la Mujer” que se convirtió posteriormente el Radcliffe College, creado en 1879. Se impartía en él un sistema de enseñanza informal sin asociación oficial con la universidad. Decidieron crear este College femenino debido a las numerosas solicitudes de estudios por parte de las mujeres. De esta forma, las mujeres serían educadas, pero de forma privada.
A principios de 1890, el filósofo Josiah Royce aceptó la solicitud de Calkins para el curso en el Anexo. A pesar de la propuesta de Royce, la Universidad de Harvard seguía negando la incorporación oficial de Calkins a la institución para realizar sus estudios de Psicología. El 1 de julio de 1890 el padre de Calkins, Wolcott Calkins, pidió una reunión con el entonces presidente de la Universidad de Harvard, Charles W. Eliot. El padre de Calkins poseía para el encuentro una carta de recomendación de Helen Almira Shafer (presidenta del Wellesley College) para apoyar la entrada de Calkins de forma oficial a Harvard. En octubre de 1890 el presidente de la institución Charles W. Eliot aceptó la entrada de Mary Whiton Calkins “de forma no oficial” en Harvard en calidad de “estudiante especial”.
En 1890, gracias a la invitación de Josiah Royce, Calkins consiguió unirse al seminario de postgrado sobre psicología fisiológica que William James y él impartían. Durante este mismo año, comenzó sus estudios de psicología y filosofía en la Universidad Clark, y se unió a las prácticas de laboratorio con Edmund Sanford. En 1891, Calkins estableció, con ayuda de Sanford, uno de los primeros laboratorios psicológicos experimentales y el primer laboratorio experimental psicológico en un college de mujeres. En el laboratorio introdujo la nueva psicología científica a través de un curso sobre la psicología psicológica. Finalizó las prácticas con Edmund Sanford en 1892.
Calkins necesitaba profundizar en los estudios de psicología, por lo que William James le comentó que Hugo Münsterberg iba a ser contratado en la Universidad de Harvard y Calkins conocía que él había aceptado de forma abierta a estudiantes mujeres. De nuevo, tuvo que solicitar a la Universidad de Harvard permiso para sus estudios. En 1893, se aprobó que Calkins pudiera asistir a las clases de Hugo Münsterberg pero en calidad de oyente invitada y no como una estudiante registrada oficialmente en la universidad (segregada de sus compañeros varones).
En el periodo de 1893-1896, Calkins estuvo trabajando bajo la dirección de Münsterberg en la psicología tradicional de laboratorio y compaginándolo con su enseñanza en Wellesley. A pesar de sus estudios, Calkins no podía ser graduada oficialmente en la Universidad de Harvard. En 1894, Münsterberg envió una carta a las autoridades de Harvard preguntando sobre si existía una posibilidad de que Calkins fuera admitida como candidata para un PhD, la propuesta fue rechazada. Ese mismo año, el Radcliffe College sustituye el antiguo “Anexo de Harvard”, ofreciendo a las estudiantes un reconocimiento oficial a las estudiantes de Harvard, pero bajo el nombre de la institución de Radcliffe. Calkins rechazó la propuesta porque sus estudios fueron realizados en Harvard, no en Radcliffe. La aceptación de este título hubiera supuesto reforzar la negativa de la Universidad de Harvard de conceder la titulación oficial para mujeres y su correspondiente participación en su sistema educativo.

### Tesis Doctoral
En 1895 Calkins presentó su Tesis Doctoral en el departamento de Filosofía: An experimental Research on Association of Ideas. La tesis fue aprobada por el departamento tras la realización de un examen no oficial ni autorizado, pero equivalente al examen oficial para el reconocimiento del título de doctorado. Entre los miembros del tribunal se encontraban Hugo Münsterberg, William James y Josiah Royce, los cuales enviaron un comunicado al presidente de Harvard donde señalaban la capacidad académica de Calkins para graduarse. William James comentó que el examen de Calkins era uno de los mejores exámenes de doctorado que Harvard había tenido hasta el momento. Harvard no reconoció a Calkins con el título oficial de doctorado.

### Logros y títulos
En 1903, Calkins se encontraba en el puesto doce de la lista de los cincuenta mejores psicólogos de Estados Unidos. En 1905 se le atribuyó el cargo de presidenta de la Asociación Estadounidense de Psicología por lo que se convirtió en la primera mujer en acceder al cargo y en la decimocuarta presidenta de esta institución. En 1918, se le atribuyó el mismo honor en la American Philosophical Association, fue la tercera persona en ostentar estos dos cargos.
En 1927, un grupo de prestigiosos profesores de psicología de varias universidades enviaron una carta al entonces presidente de Harvard, Abbot Lowell, acentuando la reputación de Calkins y sus contribuciones a la psicología y filosofía y recomendando el reconocimiento de su título de doctora. La respuesta volvió a ser negativa.
Calkins continuó trabajando en la enseñanza como profesora en Wellesley hasta su jubilación en 1929. Murió sin que se le reconociera el título de doctora, reconocimiento que no llegó para las mujeres hasta 1963.

## Aporte a la psicología y filosofía

### Teoría de los "pares-asociados"
Sus primeros artículos, publicados durante de década de 1890, se basaron en el análisis de la técnica de los “pares-asociados” en el estudio de la memoria. Calkins sistematizó este estudio mediante una metodología de “pares-asociados”, pero no usó este término en sus trabajos hasta 1930. De hecho, Calkins nunca usó ningún nombre para la descripción de sus experimentos.  Los artículos relacionados con este sistema son los que publica Calkins entre los años 1894 y 1896.

### Psicología delself
Fue a partir del artículo de Calkins publicado en 1900 en la Philosophical Review, titulado “Psychology as science of selves”, que comienza a estudiar en profundidad la psicología del self, estudios que desarrollará a lo largo de treinta años. El estudio de los selves de Calkins estuvo influido por su profesor William James quien escribió en 1890 The principles of Psychology donde hablaba de múltiples selves y su relación entre ellos. Por otra parte, también tuvo influencia de los estudios de Royce, el cual sostenía que el desarrollo de una propia identidad era esencial para el proceso social de los seres humanos, conciencia del propio self. 
Antes del 1900, Calkins mostró su interés por el self, pero como sus coetáneos, lo incluyó en el ámbito de la metafísica. A partir del artículo “Psychology as science of selves” (1900), Calkins defendió que los selves fueran tratados como hechos para la ciencia. Consideraba que era posible estudiar el self como un hecho científico puesto que es experimentado y observado en varias formas: el self único, self cambiante, self como la unión de percepciones, memorias, pensamientos y sentimientos, self en relación con la comunidad física y social en la que vive.
Calkins basó sus estudios y publicaciones alrededor de su propio sistema de la psicología del self. Todos sus trabajos en relación con este sistema se basaron en examinar uno por uno los posibles sistemas que iban surgiendo en la psicología. A lo largo de sus publicaciones, Calkins fue muy receptiva a las críticas y comentarios que iba recibiendo y a lo largo de los treinta años de sus estudios se dedicó a modificar sus trabajos.
En sus primeros escritos sobre el self, defendió un doble punto de vista en psicología:
- “Psicología atomística”. Cada experiencia debe ser tratada desde la psicología atomística que estudia los eventos psíquicos denominados contenidos de conciencia.
- “Psicología del self”. Estudia los contenidos de conciencia como experiencias de un self y procede a estudiar los selves en sus relaciones.

En su primer libro Introduction to Psycology (1901) Calkins sostuvo que la “psicología atomística” y el “psicología del self” podían existir conjuntamente como dos acercamientos válidos a la psicología. Sin embargo, en su segundo tratado sistemático sobre el self: “A First Book in Psychology” (1910), Calkins se posicionó a favor de una única psicología del self, abandonando la “psicología atomística”.

Silvia Dauder García (2005) explica la concepción de la psicología del self de Calkins del siguiente modo:
“Describió su psicología del self como un tipo de psicología introspectiva, dentro de la cual diferenció dos tipos de sistemas psicológicos: (1) La psicología impersonal que, centrándose en los contenidos de la conciencia, ideas, estados o procesos mentales, ignora o niega el self. (2) La psicología personal que se basada en el estudio del self o persona. Su psicología encajaba dentro de este segundo subgrupo” 
“La psicología del self de Calkins tenía tres componentes fundamentales: el self, el objeto (“personal o impersonal, físico o lógico, privado o público”) y la relación del self o “actitud” hacia su objeto.” 
A lo largo de sus estudios, Calkins estaba cada vez más convencida de que la ética estaba relacionada con la naturaleza social del self y que por lo tanto la psicología del self debía ser concebida en relación con su entorno.
Su psicología del self también estuvo influenciado por los estudios religiosos, relacionado con la ética de su familia. Este hecho lo expresó en artículos como: “On the Religious Consciousness of Chirldren” (1896) y “The Nature od Prayer” (1911).

## Obras
A pesar de que la Universidad de Harvard se negó a reconocer su título oficial de doctorado, Calkins sí pudo publicar numerosos artículos sobre psicología y filosofía y varios libros a lo largo de su trayectoria profesional. Algunos de sus trabajos son:
- (1892). “Experimental psychology at Wellesley College”. American Journal of Psychology
- (1892). “A suggested classification of cases of association”. Philosophical Review.
- (1893). “Statistics of dreams”. American Journal of Psychology
- (1893). “A statistical study of pseudo-chromesthesia and of mental forms”. American Journal of Psychology
- (1894). “Association”. Psychological Review
- (1894). “Wellesley College psychological studies: A study of the mathematical consciousness”. Educational Review
- (1895). “Minor studies from the psychological laboratory of Wellesley College: Synaesthesia”. American Journal of Psychology
- (1895). “Wellesley College psychological studies”. Pedagogical Seminary
- (1895). “Wellesley College psychological studies”. Psychological Review
- (1896). “The religious consciousness of children”
- (1898). “Short studies in memory and association from the Wellesley laboratory”. Psychological Review
- (1900). “Psychology as science of selves”. Philosophical Review
- (1901). “An introduction to psychology”. New York: Macmillan
- (1907). “Psychology: What is it about?” Journal of Philosophy
- (1908). “Self and soul”. Philosophical Review
- (1910). “A first book in psychology”. New York: Macmillan.
- (1911). “The nature of prayer”. Harvard Theological Review
- (1912). “The self in recent psychology”. Psychological Bulletin
- (1915). “The self in scientific psychology”. American Journal of Psychology
- (1916). “The self in recent psychology”. Psychological Bulletin
- (1917). “The case of self against soul”. Psychological Review
- (1917). “Militant pacifism”. International Journal of Ethics
- (1918). “The good man and the good: An introduction to ethics”. New York: Macmillan.
- (1919). “The self in recent psychology: A critical summary”. Psychological Bulletin
- (1921). “The truly psychological behaviorism”. Psychological Review
- (1926). “Critical comments on the Gestalt-theorie”. Psychological Review
- (1927). “The basis of objective judgment in subjective ethics”. Proceedings of the Sixth International Congress of Philosophy
- (1927). “The self in recent psychology”. Psychological Bulletin
- (1930). Mary Whiton Calkins. In C. Murchison (Ed.), A history of psychology in autobiography (Vol. 1, pp. 31–62). Worcester, MA: Clark University Press.